# (21115) 1992 RL7
A (21115) 1992 RL7 a Naprendszer kisbolygóövében található aszteroida. Eric Walter Elst fedezte fel 1992. szeptember 2-án.